# کانتون پابلو سکستو
کانتون پابلو سکستو (به اسپانیایی: Cantón Pablo Sexto) یک منطقهٔ مسکونی در اکوادور است که در استان مورونا-سانتیاگو واقع شده‌است.